# 34599 Burzinbalsara
34599 Burzinbalsara è un asteroide della fascia principale. Scoperto nel 2000, presenta un'orbita caratterizzata da un semiasse maggiore pari a 2,7770660 au e da un'eccentricità di 0,0832677, inclinata di 7,33658° rispetto all'eclittica.